# Perlustrace
Perlustrace, jinými slovy zjištění totožnosti nebo identifikace, je úkon, při němž je fyzická osoba povinna prokázat svoji totožnost. Totožností se rozumí souhrn údajů, podle nichž je možno stanovit, jedná-li se o konkrétní fyzickou osobu. Perlustrace je odvozena od slova lustrace, pochází z latinského lustratio, to znamená „očišťování“. Ve Starověkém Římě tak nazývali rituál, kde obětovali bohům na závěr sčítaní lidu a majetku.
V úzkém slova smyslu je perlustrace definována ve vztahu veřejnoprávním, v širším slova smyslu lze ale chápat perlustraci i v soukromoprávním prostoru. 

## Prostředky ke zjištění totožnosti
K prokázání totožnosti se nejčastěji používají osobní doklady: občanský průkaz, cestovní doklad, řidičský průkaz, zbrojní průkaz, rodný list a v případě cizinců povolení k pobytu či pobytová karta rodinného příslušníka občana EU. Dle Nejvyššího správního soudu může k ověření totožnosti postačit pouze jméno, příjmení a datum narození. K ověření totožnosti může také postačit prohlášení druhé osoby. Na druhé straně se s tím však tazatel nemusí spokojit a může použít i jiné prostředky v podobě úředních evidencí.

### Nouzový stav
Specifická situace nouzového stavu se odráží i při prokazování totožnosti. Podle stanoviska Ministerstva vnitra mohou občané v době nouzového stavu, u nichž v občanském průkazu, řidičském průkazu nebo v cestovním pase skončila doba platnosti těchto dokladů, i nadále prokazovat svou totožnost na území České republiky těmito neplatnými doklady.
| Veřejné sbory           | Prostředky | Vymezení v zákoně               |
| ----------------------- | --- | ------------------------------- |
| Policie ČR              | jméno, příjmení, datum narození, adresa trvalého bydliště, místo pobytu či pobytu v zahraničí, rodné číslo, občanství                                            | § 63 odst. 1 zákona o Policii   |
| Obecní policie          | jméno, příjmení, datum narození, rodné číslo, bydliště osoby | § 12 odst. 1 o obecní policii   |
| Vojenská policie        | jméno, příjmení, datum narození, trvalý pobyt (u vojáka prokázání příslušnosti k vojenskému útvaru)                                                              | § 27 odst. 1 o Vojenské policii |
| Celní správa            | jméno, datum narození, v případě potřeby adresa místa trvalého pobytu, adresa místa pobytu nebo adresa bydliště v zahraničí, rodnéhé číslo a státní příslušnost. | § 29 odst. 1 o Celní správě     |
| Vězeňská služba         | poskytují právo zjišťovat totožnost, ale není vymezeno jakým způsobem                                                                                            | X                               |
| Hasičský záchranný sbor | poskytují právo zjišťovat totožnost, ale není vymezeno jakým způsobem                                                                                            | X                               |

## Prokazování totožnosti jako zákonná povinnost občana vůči orgánům veřejné moci
Dle zákona je fyzická osoba povinna prokázat svoji totožnost orgánům veřejné moci a každá osoba je povinna jim poskytnout informace, které jsou k prokázání totožnosti nutné. Nejčastěji se s tím setkáváme u Policie ČR, obecní policie, vojenské policie, celní správy. Oprávnění zjišťovat totožnost mají však i jiné orgány veřejné moci. Podle daňového řádu je na výzvu úřední osoby povinna prokázat totožnost osoba zúčastněná na správě daní a podle kontrolního řádu může kontrolující požadovat prokázání totožnosti osob přítomných na místě kontroly. V mezích své působnosti mohou totožnost osob zjišťovat také kontrolující podle zákona o inspekci práce, o rybářství, o ochraně přírody a dalších zákonů. Totožnost účastníků soudního řízení ověřují soudy. Právě tak je třeba prokázat správním orgánům totožnost účastníků správního řízení. Podle správního řádu i občanského soudního řádu jsou doručovatelé oprávněni zjišťovat totožnost adresáta a osob, které jsou za něj oprávněny písemnost převzít.

### Důvody k prověřování totožnosti
Také zde platí zásada minimalizace a nezbytné nutnosti, což je vyjádřeno tím, že rozsah a způsob zjišťování osobních údajů musí být přiměřené účelu, pro který je totožnost zjišťována. Lze to vyjádřit tak, že úměrně tomu, nakolik je objektivně dána intenzita potřeby prokázání totožnosti, je možno požadovat více údajů. Jejich výčet je stanoven taxativně čili jiné osobní údaje k tomuto účelu již požadovat nelze.
Při prokazování totožnosti dochází k zásahu do práva na soukromí, proto je nutné, aby k tomuto úkonu existovaly konkrétní důvody. V některých zákonech je výčet možných důvodů jasně stanoven (s tzv. autorizační doložkou všeobecné povahy), například v zákoně o Policii, zákoně o obecní policii, zákoně o Hasičském záchranném sboru nebo zákoně o integrovaném záchranném systému. V některých případech je však pouze jen obecná autorizační doložka, jako je tomu například u Vojenské policie

### Právo k předvedení
V případě, že se prověřovaná osoba odmítá podřídit výzvě k prokázání totožnosti nebo ji prokázat nemůže ani po poskytnutí přiměřené součinnosti, jsou příslušníci veřejných sborů oprávněni osobu předvést k provedení úkonu směřujícího ke zjištění totožnosti. V případě vězeňské služby by osoba nebyla do objektu vpuštěna a mohl by proti ní být uskutečněn zákrok. Příslušníci některých sborů mají ještě další pravomoce, například celní zákon stanovuje, že je možno provést další nespecifikované služební úkony za účelem zjištění totožnosti osoby a objasnění věci (§ 31 odst. 4), jedná se však zejména o lustrace v evidencích a výslechy. Policie ČR, ale i některé další veřejné sbory, mají v tomto směru daleko větší oprávnění. Pokud není možné zjistit identitu osoby na základě sdělených údajů, ani z dostupných evidencí, pak smějí získávat biometrické údaje: daktyloskopické otisky, tělesné znaky, měření těla, provádění neinvazivních odběrů (např. bukální stěr ústní dutiny), dále také pořizování obrazových, zvukových a jiných záznamů. Postupovat by se mělo dle zásad přiměřenosti, tak aby se zachovala důstojnost a zdraví člověka (odběry biologických vzorků například může provádět pouze zdravotník). Zmíněné úkony pak také nelze provádět při použití násilí a zjištěné informace by měly sloužit pouze k prověření totožnosti, poté by měly být zlikvidovány.

## Prokazování totožnosti jako zákonná povinnost vůči fyzickým a právnickým osobám
V mnoha případech je prokazování totožnosti zákonnou povinností, bez jejíhož splnění nemůžeme získat přístup k některým službám. Zákonnou povinnost identifikovat klienta mají povinné osoby podle zákona č. 253/2008 Sb., o některých opatřeních proti legalizaci výnosů z trestné činnosti a financování terorismu, jedná se např. o banky, investiční společnosti, pojišťovny, auditory, daňové poradce, advokáty nebo účetní. S prověřováním totožnosti se však setkáme i v daleko běžnějších situacích, například pacienti prokazují totožnost zdravotnickému pracovníkovi nebo ve volební komisi volič prokazuje totožnost, v dopravě má cestující povinnost se prokázat osobním dokladem pověřené kontrole, anebo při dopravní nehodě, kdy jsou účastníci povinni si prokázat na požádání svou totožnost.
Identifikace probíhá za přítomnosti klienta tak, že povinná osoba prověří průkaz totožnosti a zaznamená si o něm druh a číslo průkazu totožnosti, stát, popřípadě orgán, který jej vydal, a dobu jeho platnosti; současně ověří shodu podoby s vyobrazením v průkazu totožnosti. Klient je povinen průběhu prověřování totožnosti napomáhat, a tedy poskytnout všechny potřebné informace k identifikaci.

## Prokazování totožnosti potřebné v soukromoprávních vztazích
Prokázání totožnosti je také potřebné při uzavírání smluv např. u pracovní smlouvy uzavírané podle zákoníku práce či smlouvy o ubytování podle občanského zákoníku. Existuje i případ, kdy se nejedná o součást uzavření smlouvy, nýbrž o plnění smlouvy. Je tomu tak v případě České pošty, kde je přesně uvedeno, jak je totožnost prověřována u přebírajícího. Oprávněný může být však i požadavek na kontrolu totožnosti při vstupu návštěvníka do objektu, který není určen k běžným návštěvám veřejnosti, jedná se např. o kancelářskou budovu nebo výrobní zařízení. Pokud je to nezbytné a ohrožuje to bezpečnost instituce, je návštěvník povinen sdělit jméno a příjmení navštěvovaného a svoje, v případě pracovního jednání je možné požadovat služební průkaz, pakliže by se však nejednalo o pracovní či služební povinnosti bylo by důvodné požadovat i občanský nebo cestovní doklad, případně jiný účelu odpovídající dokument, z něhož by bylo možno zaevidovat druh a číslo. Rozsah výše uvedené evidence osobních údajů je v souladu s GDPR, neboť je to nezbytné pro účely oprávněných zájmů správce.